# Gesetz zum Schutz vor den Gefahren des Passivrauchens
Das Gesetz zum Schutz vor den Gefahren des Passivrauchens ist ein Artikelgesetz auf deutscher Bundesebene zum Nichtraucherschutz. Es wurde am 20. Juli 2007 verabschiedet.
Das Gesetz zum Schutz vor den Gefahren des Passivrauchens beinhaltet mit dem Bundesnichtraucherschutzgesetz, das am 1. September 2007 in Kraft trat, Rauchverbote für Einrichtungen des Bundes und den öffentlichen Personenverkehr. Weiterhin umfasst es (durch eine Änderung des Jugendschutzgesetzes) die Anhebung des Mindestalters für den Kauf von Tabakwaren auf 18 Jahre zum gleichen Zeitpunkt, wobei für öffentliche Zigarettenautomaten eine Übergangsfrist für das Umsetzen technischer Vorrichtungen zur Alterskontrolle bis zum 1. Januar 2009 gewährt wurde. Außerdem enthält es Änderungen zur Krankenversicherungs-Gesetzgebung mit Wirkung vom 1. April 2007.